# Two Days Before the Day After Tomorrow
Two Days Before the Day After Tomorrow is aflevering 136 (#908) van de animatieserie South Park. Deze aflevering werd in Amerika voor het eerst uitgezonden op 19 oktober 2005. Zowel de naam als de aflevering zelf zijn een parodie op de film The Day After Tomorrow.

## Verhaal
Als Stan en Cartman met een gestolen motorboot 's werelds grootste beverdam verwoesten, loopt het stadje Beaverton geheel onder water. In plaats van mensen te redden, is men alleen maar op zoek naar de schuldige, zo worden George Bush, terroristen en de FEMA beschuldigd. Na onderzoek van wetenschappers denken zij eindelijk de schuldige te hebben: "global warming". Volgens het onderzoek zal de stad twee dagen voor de dag na morgen worden getroffen: diezelfde dag.
Terwijl de reportages berichten over miljarden doden, alleen al in Chicago, gaan Stan, Kyle en Cartman op weg naar Beaverton om de inwoners te helpen met een motorboot. De boot vaart echter tegen een olieraffinaderij, waardoor de inwoners van Beaverton niet alleen maar last hebben van de overstromingen, maar ook nog eens te maken krijgen met brand. Randy, Gerald en Stephen gaan de jongens zoeken. Omdat ze denken dat er een ijstijd aankomt hebben ze zo'n beetje alle kleren aangetrokken die ze konden vinden. Ze krijgen een zonnesteek, al denken ze zelf dat het hypothermie is. In het Pentagon is te zien dat wetenschappers vertellen dat ze de oorzaak hebben gevonden.
Terwijl helikopters de stad komen redden en de jongens moeten vluchten voor de brand in de raffinaderij, houdt Cartman Kyle tegen. Hij vraagt Kyle om zijn "Jodengoud", dat volgens hem om Kyles nek in een zakje hangt. Kyle geeft hem vervolgens een zakje, maar volgens Cartman is het nepgoud. Vervolgens pakt Kyle een ander zakje dat hij weggooit. Hij rent om Cartman heen en ze springen uiteindelijk alle drie in de helikopter.
In South Park krijgt iedereen te horen dat de overstroming de schuld is van de Krabmensen (Crab People). Als Stan bekent dat hij de schuldige is, denkt iedereen dat hij bedoelt dat het ieders schuld is en dat ze de schuld niet op anderen af hadden moeten schuiven. Iedereen bekent vervolgens de schuldige te zijn, terwijl Stan duidelijk probeert te maken dat hij het écht gedaan heeft.